# Dragan Lukenda
Dragan Lukenda (Pula, 6. rujna 1963.), bivši hrvatski košarkaš

## Klupska karijera
Igrao je za sarajevsku Bosnu. S Bosnom je 1983./84. došao do 4. mjesta u Kupu europskih prvaka. Igrala je u sastavu: Sabahudin Bilalović, Žarko Varajić, Sabit Hadžić, Predrag Benaček, Emir Mutapčić, Boro Vučević, Mario Primorac, Dragan Lukenda, Anto Đogić, Miroljub Mitrović, a trener je bio Svetislav Pešić.

### Reprezentativna karijera
Igrao je za jugoslavensku juniorsku reprezentaciju na europskom prvenstvu u Bugarskoj (Dimitrovgrad, Haskovo) od 21. do 28. kolovoza 1982. godine te svjetskom prvenstvu u Španjolskoj (Palma de Mallorca, Ibiza, Mahon, Lllucmayor) od 14. do 28. kolovoza 1983. godine.